# Crocy
Crocy est une commune française, située dans le département du Calvados en région Normandie, peuplée de 287 habitants.

## Géographie
La commune est à l'est de la campagne de Falaise. Son bourg est à 8 km au nord-ouest de Trun, à 10 km à l'est de Falaise, à 18 km au sud de Saint-Pierre-sur-Dives et à 20 km au nord d'Argentan.
| Beaumais         | Beaumais               | Les Moutiers-en-Auge                |
| Pertheville-Ners | Crocy                  | Le Marais-la-Chapelle, Ommoy (Orne) |
| Fourches         | Fourches, Merri (Orne) | Merri (Orne)                        |

### Hydrographie
La commune est située dans le bassin Seine-Normandie. Elle est drainée par la Dives, la Gronde, un bras de la Dives, le Radon de la Chapelle, la Dives, la Filaine et divers autres petits cours d'eau,.
La Dives, d'une longueur de 105 km, prend sa source dans la commune de Gouffern en Auge et se jette  dans la baie de Seine en limite de Cabourg et de Dives-sur-Mer, après avoir traversé 34 communes. Les caractéristiques hydrologiques de la Dives sont données par la station hydrologique située sur la commune de Beaumais. Le débit moyen mensuel est de 1,59 m3/s. Le débit moyen journalier maximum est de 23 m3/s, atteint lors de la crue du 25 mars 2001. Le débit instantané maximal est quant à lui de 31,7 m3/s, atteint le même jour.

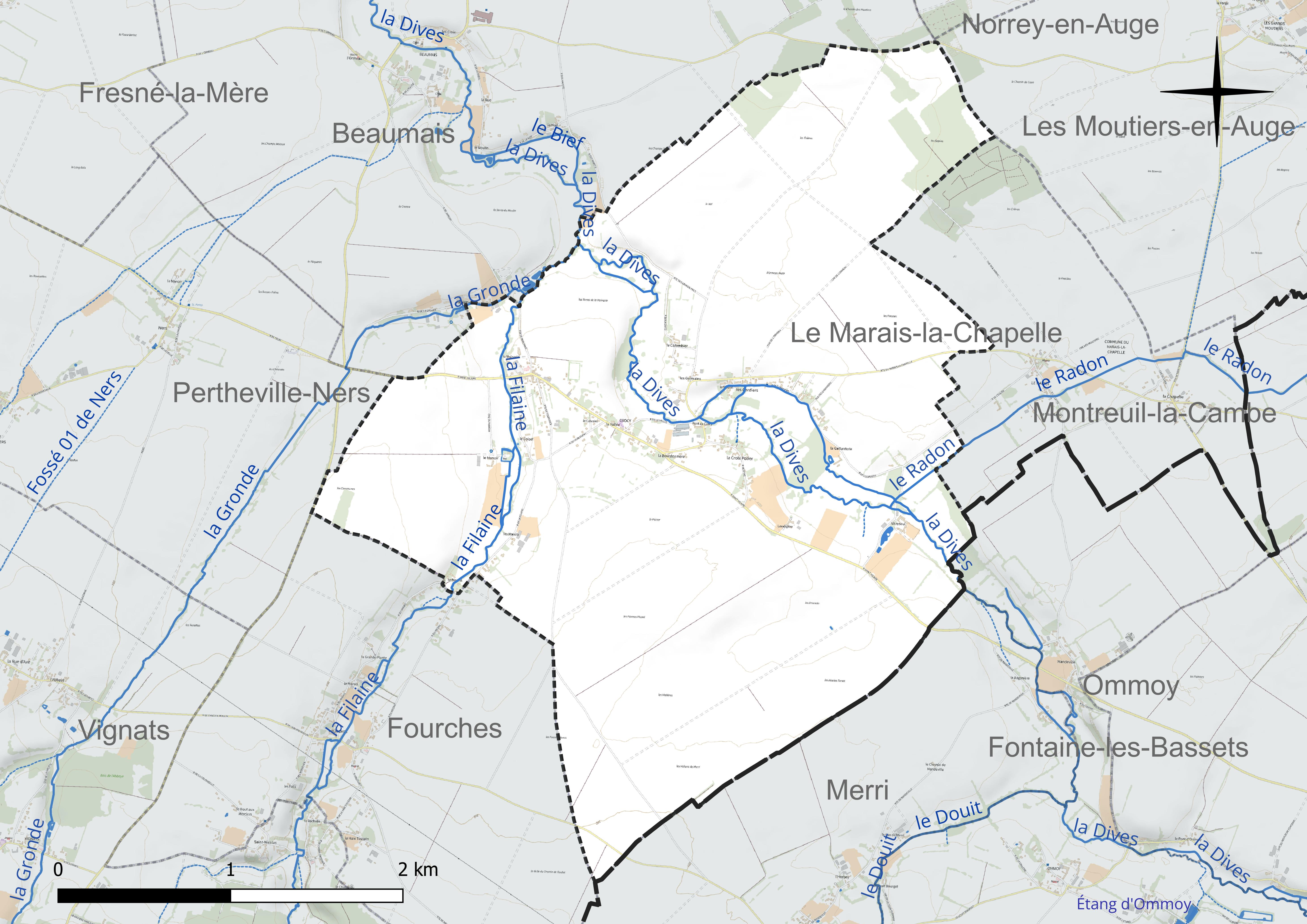
Réseau hydrographique de Crocy.

### Climat
Pour des articles plus généraux, voir Climat de la Normandie et Climat du Calvados.
En 2010, le climat de la commune est de type climat océanique dégradé des plaines du Centre et du Nord, selon une étude du CNRS s'appuyant sur une série de données couvrant la période 1971-2000. En 2020, Météo-France publie une typologie des climats de la France métropolitaine dans laquelle la commune est exposée à un climat océanique et est dans la région climatique  Normandie (Cotentin, Orne), caractérisée par une pluviométrie relativement élevée (850 mm/a) et un été frais (15,5 °C) et venté. Parallèlement le GIEC normand, un groupe régional d'experts sur le climat, différencie quant à lui, dans une étude de 2020, trois grands types de climats pour la région Normandie, nuancés à une échelle plus fine par les facteurs géographiques locaux. La commune est, selon ce zonage, exposée à un « climat des plateaux abrités », correspondant à la plaine agricole de Caen à Falaise, sous le vent des collines de Normandie et proche de la mer, se caractérisant par une pluviométrie et des contraintes thermiques modérées.
Pour la période 1971-2000, la température annuelle moyenne est de 10,8 °C, avec  une amplitude thermique annuelle de 12,7 °C. Le cumul annuel moyen de précipitations est de 703 mm, avec 11,4 jours de précipitations en janvier et 7,6 jours en juillet. Pour la période 1991-2020, la température moyenne annuelle observée sur la station météorologique la plus proche, située sur la commune de Damblainville à 5 km à vol d'oiseau, est de 11,6 °C et le cumul annuel moyen de précipitations est de 716,8 mm,. Pour l'avenir, les paramètres climatiques de la commune estimés pour 2050 selon différents scénarios d'émission de gaz à effet de serre sont consultables sur un site dédié publié par Météo-France en novembre 2022.

## Urbanisme

### Typologie
Au 1er janvier 2024, Crocy est catégorisée commune rurale à habitat dispersé, selon la nouvelle grille communale de densité à 7 niveaux définie par l'Insee en 2022.
Elle est située hors unité urbaine et hors attraction des villes,.

### Occupation des sols
L'occupation des sols de la commune, telle qu'elle ressort de la base de données européenne d'occupation biophysique des sols Corine Land Cover (CLC), est marquée par l'importance des territoires agricoles (92,4 % en 2018), une proportion identique à celle de 1990 (92,4 %). La répartition détaillée en 2018 est la suivante : 
terres arables (72,4 %), prairies (17,5 %), zones urbanisées (4,9 %), forêts (2,7 %), zones agricoles hétérogènes (2,4 %). L'évolution de l'occupation des sols de la commune et de ses infrastructures peut être observée sur les différentes représentations cartographiques du territoire : la carte de Cassini (XVIIIe siècle), la carte d'état-major (1820-1866) et les cartes ou photos aériennes de l'IGN pour la période actuelle (1950 à aujourd'hui).

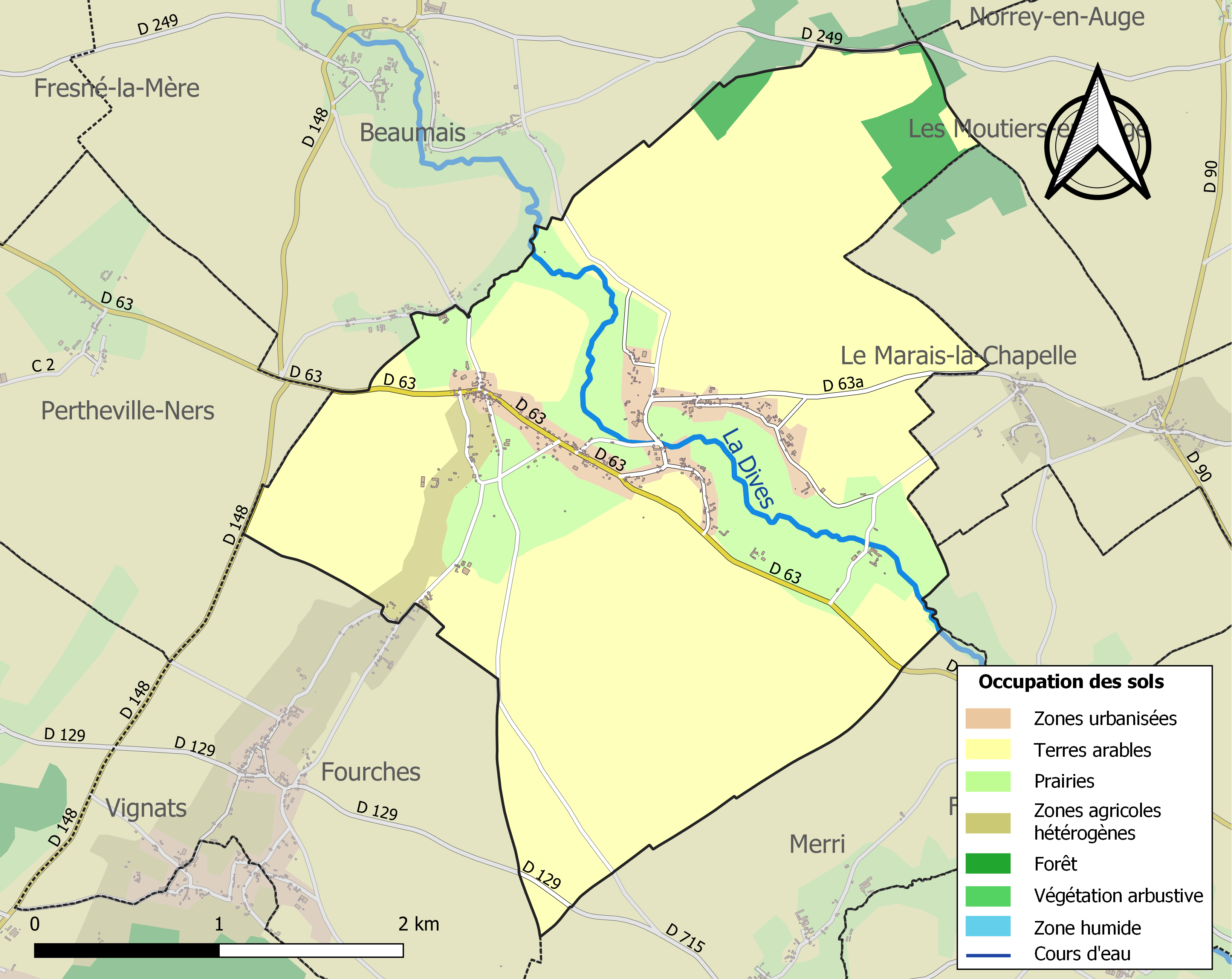
Carte des infrastructures et de l'occupation des sols de la commune en 2018 (CLC).

## Toponymie
Le nom de la localité est attesté sous la forme Croceyo en 1059.
Voir Croissy-sur-Seine#Toponymie
Le gentilé est Crocéen.

## Histoire
Au début du XVIIe siècle, un « presche » (temple protestant) existait à Crossi. Le  ministre du culte qui le desservait — ainsi que les temples  de Fonteines (les-Bassets) et de Ménil-Imbert (aujourd'hui sur Le Renouard) — se nommait  Étienne Fouasse. Le roi Louis XIV ordonna la destruction des bâtiments en 1665.
À la création des cantons, Crocy est chef-lieu de canton. Ce canton est supprimé lors du redécoupage cantonal de l'an IX (1801).

## Politique et administration
| Période                                  | Période   | Identité         | Étiquette | Qualité |
| ---------------------------------------- | --------- | ---------------- | --------- | --- |
| ?                                        | ?         | M. Lucas         |           | |
| 1988                                     | mars 2014 | Paul Guth        | SE        | Agriculteur |
| mars 2014                                | mai 2020  | Clara Dewaële    | UDI       | Assistante commerciale, conseillère générale du canton de Morteaux-Coulibœuf, puis départementale du canton de Falaise |
| mai 2020                                 | En cours  | Édouard Reussner | SE        | Directeur de collectivité                                                                                              |
| Les données manquantes sont à compléter. |           |                  |           | |

Le conseil municipal est composé de onze membres dont le maire et deux adjoints.

## Démographie
L'évolution du nombre d'habitants est connue à travers les recensements de la population effectués dans la commune depuis 1793. Pour les communes de moins de 10 000 habitants, une enquête de recensement portant sur toute la population est réalisée tous les cinq ans, les populations de référence des années intermédiaires étant quant à elles estimées par interpolation ou extrapolation. Pour la commune, le premier recensement exhaustif entrant dans le cadre du nouveau dispositif a été réalisé en 2005.
En 2022, la commune comptait 287 habitants, en évolution de −8,6 % par rapport à 2016 (Calvados : +1,58 %, France hors Mayotte : +2,11 %).
Crocy a compté jusqu'à 804 habitants en 1806.
| 1793 | 1800 | 1806 | 1821 | 1831 | 1836 | 1841 | 1846 | 1851 |
| ---- | ---- | ---- | ---- | ---- | ---- | ---- | ---- | ---- |
| 764  | 746  | 804  | 736  | 782  | 689  | 697  | 629  | 648  |

| 1856 | 1861 | 1866 | 1872 | 1876 | 1881 | 1886 | 1891 | 1896 |
| ---- | ---- | ---- | ---- | ---- | ---- | ---- | ---- | ---- |
| 676  | 671  | 645  | 646  | 628  | 620  | 545  | 547  | 506  |

| 1901 | 1906 | 1911 | 1921 | 1926 | 1931 | 1936 | 1946 | 1954 |
| ---- | ---- | ---- | ---- | ---- | ---- | ---- | ---- | ---- |
| 484  | 468  | 465  | 392  | 379  | 364  | 343  | 386  | 359  |

| 1962 | 1968 | 1975 | 1982 | 1990 | 1999 | 2005 | 2006 | 2010 |
| ---- | ---- | ---- | ---- | ---- | ---- | ---- | ---- | ---- |
| 348  | 311  | 311  | 305  | 304  | 289  | 292  | 288  | 303  |

| 2015 | 2020 | 2022 | - | - | - | - | - | - |
| ---- | ---- | ---- | - | - | - | - | - | - |
| 314  | 291  | 287  | - | - | - | - | - | - |

## Lieux et monuments
- L'église Saint-Martin (ou Saint-Hilaire) du XIe-XIIe siècle est inscrite aux Monuments historiques depuis le 18 mars 1927[33]. La nef est romane.
- Le manoir de Crocy (XVIIe siècle) et sa chapelle protestante Saint-Côme-et-Saint-Damien (XVIIe également).